# Wyclef Jean
Wyclef Jean (n. Nel Ust Wyclef Jean; n. 17 octombrie 1969, Croix-des-Bouquets, Ouest⁠(d), Haiti) este un rapper, cântaret, textier, and actor și fost membru al formației Fugees de origine haitiană.
Pe 5 august 2010 Jean a depus actele pentru candidatura la președinția statului Haiti, însă comisia electorala a constata că nu este eligibil, deoarece nu era rezident în Haiti de cel puțin 5 ani.

## Legături externe
Materiale media legate de Wyclef Jean la Wikimedia Commons
- Site web oficial
- Wyclef Jean la Internet Movie Database